# 플레이걸

플레이걸의 로고

플레이걸(Playgirl)은 1973년 창간된 미국의 여성지이다. 2011년까지 뉴욕에 본사를 두었으며, 이후 뉴저지주의 패러머스로 본사를 이전하였다. 2016년 인쇄판 발행을 중단하였다.

## 같이 보기
- 성혁명